# 39 stupňů (film, 1935)
39 stupňů (v anglickém originále The 39 Steps) je britský špionážní thriller z roku 1935, režírovaný Alfredem Hitchcockem. Jde o volnou adaptaci románu Třicet devět stupňů Johna Buchana, vydaného roku 1915. Snímek pojednává o Richardu Hannaym, kanadském civilistovi v Londýně, jenž se nechtěně zaplétá do případu vojenské průmyslové špionáže. Aby Hannay prokázal svou nevinu a mohl očistit své jméno, musí utíkat před policií a odhalit tajemnou organizaci špiónů. Hlavní role zde ztvárnili Robert Donat a Madeleine Carroll. Film obsahuje prvky – nevinný muž na útěku, MacGuffin, blonďatá hrdinka – které se později staly pro Hitchcockovu tvorbu velmi typické.